# Championnat du Paraguay de football 1910
Navigation
Édition précédente Édition suivante
La 4e édition du championnat du Paraguay de football est remportée par le Club Libertad. C’est le premier titre de champion du club. Le Libertad l’emporte sur l’Atlántida Sport Club après un match de classement. Club Nacional complète le podium. 
Le championnat est composé de 6 clubs, tous basés dans la capitale Asuncion. 
La compétition se termine avec deux équipes ex æquo à la première place avec le même nombre de points. Atlántida Sport Club et Club Libertad doivent donc se départager au cours d’un match d’appui. Libertadl’emporte finalement sur le score de 2 buts à 1 et obtient ainsi son premier titre de champion du Paraguay.
La saison 1910 est aussi marquée par la création d’une deuxième division. Cette première édition est remportée par Sol de América qui gagne ainsi sa place dans l’élite pour la saison 1911.

## Les clubs de l'édition 1910
| \| Asuncion: · Guaraní · Olimpia · Libertad · Atlántida · Nacional · Mbiguá Asuncion \| Localisation des clubs engagés dans le championnat. |
| Asuncion: · Guaraní · Olimpia · Libertad · Atlántida · Nacional · Mbiguá Asuncion                                                           |

| Club                               | Stade | Capacité | Ville    |
| ---------------------------------- | ----- | -------- | -------- |
| Atlántida Sport Club               | -     | -        | Asuncion |
| Club Guaraní                       | -     | -        | Asuncion |
| Club Nacional de Regatas El Mbiguá | -     | -        | Asuncion |
| Club Libertad                      | -     | -        | Asuncion |
| Club Nacional                      | -     | -        | Asuncion |
| Club Olimpia                       | -     | -        | Asuncion |

## Compétition

### Classement
Le classement est établi sur le barème de points suivant : victoire à 2 points, match nul à 1, défaite à 0.
| Rang | Équipe               | Pts | J  | G | N | P | Bp | Bc | Diff |
| ---- | -------------------- | --- | -- | - | - | - | -- | -- | ---- |
| 1    | Club Libertad        | .   | 10 | . | . | . | .  | .  | 0    |
| 2    | Atlántida Sport Club | .   | 10 | . | . | . | .  | .  | 0    |
| 3    | Club Nacional        | .   | 10 | . | . | . | .  | .  | 0    |
| 4    | Club Olimpia         | .   | 10 | . | . | . | .  | .  | 0    |
| 5    | Mbiguá               | .   | 10 | . | . | . | .  | .  | 0    |
| 6    | Club Guaraní         | .   | 10 | . | . | . | .  | .  | 0    |

| Légende : Qualifications et relégations | Légende : Qualifications et relégations |
| --------------------------------------- | --------------------------------------- |
|                                         | Champion du Paraguay                    |
|                                         | Relégation en deuxième division         |
|                                         | (T) : Tenant du titre (P) : Promus      |

### Barrage
| match d'appui  | Club Libertad | 2-1 | Atlántida Sport Club |                        |                        |
| 9 octobre 1910 |               |     |                      | Arbitrage : José Massi | Arbitrage : José Massi |

## Bilan de la saison
| Championnat du Paraguay de football 1910                             |                                    |
| Champion                                                             | Club Libertad (1er titre)          |
| Promotions et relégations                                            |                                    |
| Promus en Primera División                                           | Sol de América                     |
| Relégués en Championnat du Paraguay de football de deuxième division | Club Nacional de Regatas El Mbiguá |